# Archaeserropalpus cretaceus
Archaeserropalpus cretaceus is een keversoort uit de familie zwamspartelkevers (Melandryidae). De wetenschappelijke naam van de soort werd in 2002 gepubliceerd door Nikolay Borisovich Nikitskiy.